# Лёд XI

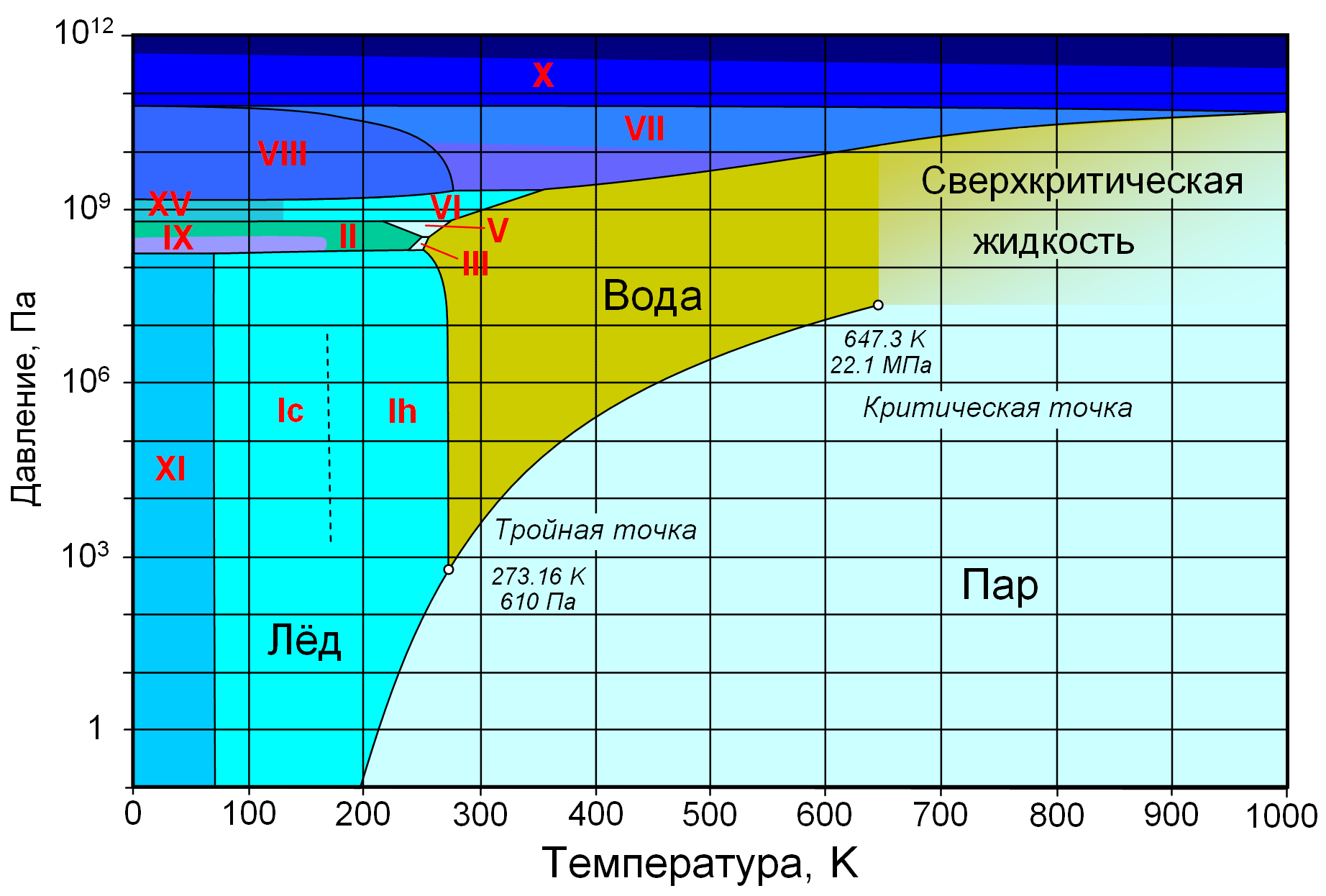
Фазовая диаграмма воды

Лёд XI — ромбическая низкотемпературная равновесная форма гексагонального льда Ih с упорядоченным расположением протонов. Является сегнетоэлектриком.
Считается, что лёд XI представляет собой самую устойчивую конфигурацию льда Ih. Естественные процессы трансформации идут очень медленно и лёд XI был найден во льду Антарктиды с возрастом от 100 до 10 000 лет. Судя по проведённым там исследованиям, температура образования льда Ih из льда XI составляет всего −36 °C, что намного выше тройной точки для льда XI, льда Ih и пара. 
Плотность льда XI при атмосферном давлении 0,92 г/см³.
Обычный водный лёд относится по номенклатуре Бриджмена ко льду Ih. В лабораторных условиях (при разных температурах и давлениях) были созданы разные модификации льда: от льда II до льда XIX.